# Antireligiøs
Det at være antireligiøs eller areligiøs er en afvisning af religioner.
Antireligiøsitet bliver ofte forvekslet med ureligiøs, ateisme og agnosticisme. (Ateisme er fraværet af tro på højere magter, mens agnosticisme er benægtelse af vished om højere magter.)
Det at være areligiøs bygger på et konkret valg og ikke en manglende interesse, da den areligiøse i høj grad interesserer sig for religion. Det er en afvisning af religioner pga. deres dogmatiske og postulerende natur, men de areligiøse hævder ikke som ateisterne, at der ikke findes højere magter, eller som agnostikerne, at vi aldrig kan vide noget om dem. For den areligiøse er det dogmerne, der er fjenden, altså den kritikløse hævdelse af, at denne eller hin lære er sand.
Som position ligger antireligiøs mellem ureligiøsitet, agnosticisme og ateisme, da den er bevidst overvejende og reflekterende, men ikke som ateismen, fuldstændigt afvisende.